# Universidad de Costa Rica
La Universidad de Costa Rica (también llamada por sus siglas, UCR) es una de las cinco universidades estatales de la República de Costa Rica, siendo considerada una de las más prestigiosas y reconocidas de América Latina y la mejor universidad de América Central y el Caribe. Su campus principal, la Ciudad Universitaria Rodrigo Facio, está ubicado en Montes de Oca, a unos 3km del centro de la capital del país, San José.
Según los estándares internacionales utilizados para evaluar instituciones de educación superior, la Universidad de Costa Rica ocupa actualmente el primer lugar en la Clasificación de QS-Quacquarelli Symonds  a nivel de América Central y el Caribe, el lugar 16 dentro de las universidades latinoamericanas y el puesto 497 a nivel mundial. 

## Historia de la Universidad de Costa Rica[5]
Los orígenes de la universidad están en la Casa de Enseñanza de Santo Tomás, fundada en 1814 y que a partir de 1843 se convirtió en la Universidad de Santo Tomás.
Luego de 45 años de aportes, fue clausurada por razones de orden político, económico y académico, pero su quehacer se perpetuó a través de las facultades de Derecho, Agronomía, Bellas Artes y Farmacia, que continuaron funcionando independientemente.
Sobre el legado de la Universidad de Santo Tomás, se creó la Universidad de Costa Rica el 26 de agosto de 1940, mediante la Ley de la República N.º 362. Sus puertas fueron abiertas en marzo de 1941.
En 1946 se celebró el primer Congreso Universitario que sentó las bases de la Facultad Humanidades, cuyo plan de estudios no se establece hasta 1957 con una importante reforma académica. Las Humanidades surgen para cumplir la histórica misión de formar al hombre y ya no sólo al especialista. Se trata también de propiciar la integración Académica, a través de estos cursos de humanidades comunes y obligatorios y constituir la base de la unidad universitaria. Esta trascendente reforma también da como resultado la aprobación de una nueva Ley Fundamental de Educación para el país, inspirada en el pensamiento y en las inquietudes de la comunidad universitaria.
El Segundo Congreso, celebrado en 1966, introdujo cambios tendientes a modernizar la Universidad. En 1973 se llevó a cabo el Tercer Congreso Universitario, histórico como la Reforma de 1957, pues situó a la Institución en la realidad de la sociedad que la alimenta y a la que sirve. De este Congreso emanará los principios que inspiran el actual Estatuto Orgánico de la Institución. En 1980 se realizó el Cuarto Congreso, en 1990 se llevó a cabo el Quinto Congreso, en el 2002 el Sexto Congreso y en el 2014 el Sétimo Congreso.
Desde que abrió sus puertas, en marzo de 1941, esta Institución ha encauzado su quehacer en concordancia con una búsqueda constante, inagotable y libre, de la verdad, la eficacia y la belleza, como lo establece el Estatuto Orgánico: La Universidad de Costa Rica es una institución autónoma de cultura superior, constituida por una comunidad de profesores, estudiantes y funcionarios administrativos, dedicada a la enseñanza, la investigación, la acción social, el estudio, la meditación, la creación artística y la difusión del conocimiento.
Sus acciones son meramente tomadas desde la independencia y goza de plena capacidad jurídica para adquirir derechos y contraer obligaciones, así como para darse su organización y gobierno propios. Su régimen decisorio es democrático y por consiguiente en ella las decisiones personales y colectivas se realizan con absoluta libertad.
Promueve las  transformaciones que la sociedad necesita para el logro del bien común, mediante una política dirigida a la consecución de una verdadera justicia social, del desarrollo integral, de la libertad plena y de la total independencia del pueblo costarricense.
Estimula la formación de una conciencia creativa, crítica y objetiva en los miembros de la comunidad costarricense, lo que permite a los sectores populares participar eficazmente en los diversos procesos de la actividad nacional.
En los principios establecidos en el Estatuto Orgánico, se señala como función esencial garantizar a la comunidad universitaria el diálogo y la libre expresión de las ideas y opiniones, la coexistencia de diferentes ideologías y corrientes del pensamiento, sin más limitación que el respeto mutuo.
La libertad de cátedra como principio de la enseñanza. Para realizar sus fines, el profesorado cuenta con una comunidad, de estudiantes y funcionarios administrativos, dedicados a cumplir con la actividad primordial de la Institución, propiciar el avance del conocimiento en su máxima expresión, y responder, de manera efectiva, a las necesidades que genere el desarrollo integral de la sociedad. Se financia del aporte estatal por mandato de la Constitución Política de Costa Rica además de otras leyes especiales.
En 2001, la Asamblea Legislativa de la República de Costa Rica mediante decreto N°8098 declaró a la Universidad de Costa Rica como Institución Benemérita de la Educación y la Cultura de Costa Rica.

### Rectores de la Universidad de Costa Rica[6]

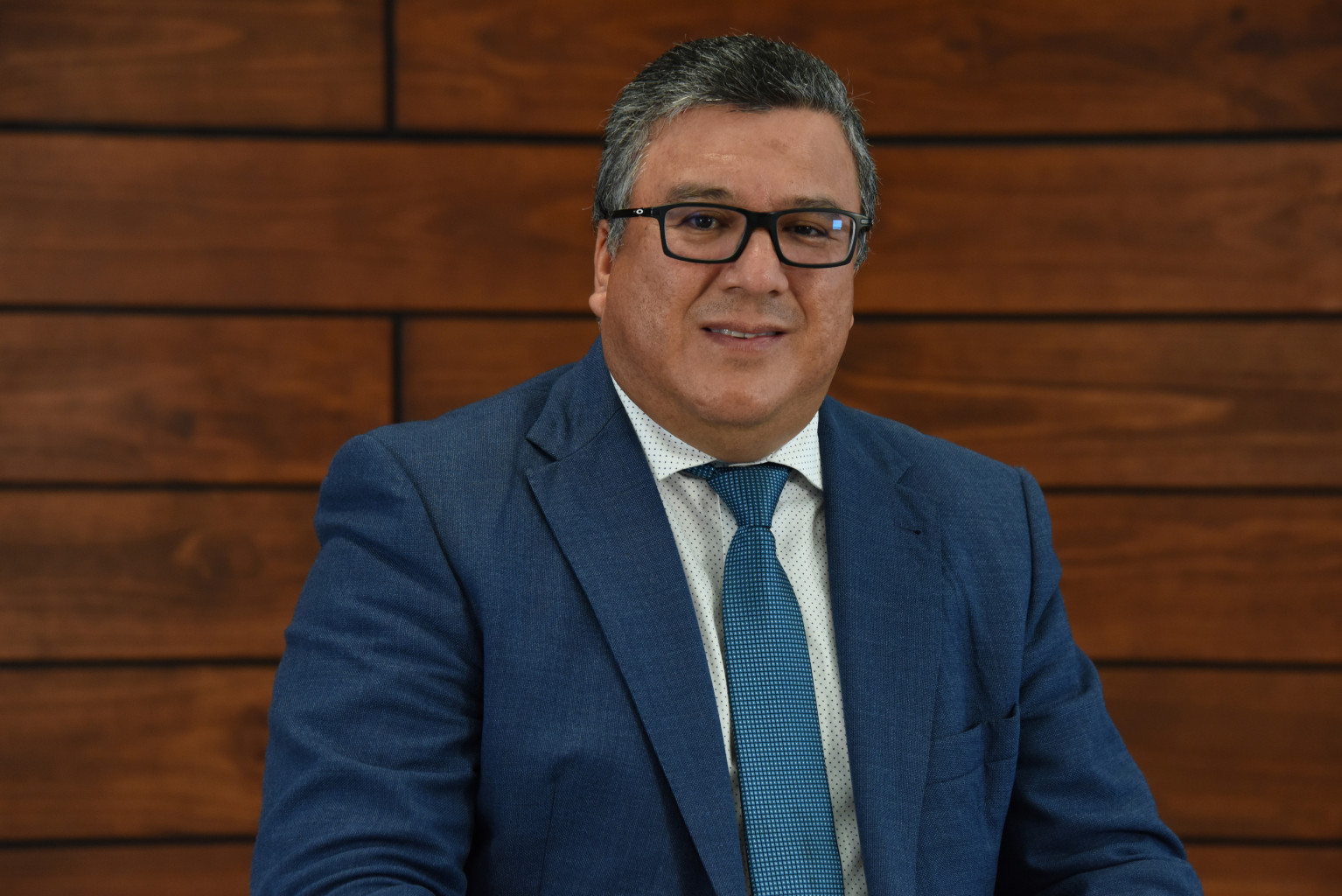
Dr. Carlos Araya, rector de la Universidad de Costa Rica.

- 1940 - 1941 Lic. Luis Demetrio Tinoco Castro (rector interino)
- 1941 - 1944 Lic. Alejandro Alvarado Quirós
- 1944 - 1946 Dr. José Joaquín Jiménez Núñez
- 1946 - 1952 Lic. Fernando Baudrit Solera (dos periodos)
- 1952 - 1961 Lic. Rodrigo Facio Brenes (tres periodos)
- 1961 - 1961 Ing. Fabio Baudrit Moreno (fallece siendo rector)
- 1961 - 1970 Prof. Carlos Monge Alfaro (tres periodos)
- 1970 - 1974 Lic. Eugenio Rodríguez Vega (dos periodos)
- 1974 - 1981 Dr. Claudio Gutiérrez Carranza (tres periodos)
- 1981 - 1988 Dr. Fernando Durán Ayanegui (dos periodos)
- 1988 - 1996 Dr. Luis Garita Bonilla (dos periodos)
- 1996 - 2004 Dr. Gabriel Macaya Trejos (dos periodos)
- 2004 - 2012 Dra. Yamileth González García (dos periodos)
- 2012 - 2020 Dr. Henning Jensen Pennington (dos periodos, se retira siendo rector)
- 2020 - 2021 Dr. Carlos Araya Leandro (rector interino)
- 2021 - 2024 Dr. Gustavo Gutiérrez Espeleta
- 2025 - 2028 Dr. Carlos Araya Leandro

## Símbolos de la UCR

### Escudo
El escudo de la Universidad de Costa Rica es el símbolo más importante de su identidad. Es un legado histórico que retoma los símbolos de la Universidad de Santo Tomás –primera universidad de Costa Rica– y refleja los más altos ideales de la UCR.
El Consejo Universitario, en consonancia con el artículo 229 del Estatuto Orgánico, acordó en sesión extraordinaria 4512, artículo 2, del lunes 20 de diciembre de 1999, las siguientes especificaciones para el escudo de la Universidad de Costa Rica: “El escudo será un óvalo cuyo ancho debe ser equivalente a 5/6 de la altura. En dicho óvalo, sobre fondo azul claro, estará pintada hacia el lado derecho una serranía y tras ella un sol a medio salir; al lado opuesto, en la parte más baja se pintará en tierra un girasol con su flor vuelta hacia el sol.
El escudo estará adornado con dos ramas de laurel enlazadas arriba por sus troncos, cayendo las puntas hacia abajo. Entre el cuerpo del escudo y las ramas de laurel, se leerá Universidad de Costa Rica, y en la parte inferior se colocará la inscripción Lucem Aspicio (en busca de la luz), rodeando también el óvalo”.

### Bandera
El Símbolo tradicional de la Universidad es su bandera. Desde su fundación en agosto de 1940, la Universidad de Costa Rica adoptó como estandarte el que fue el pabellón nacional del Estado Libre de Costa Rica en 1842, época en que se fundó la Universidad de Santo Tomás (1843), institución precursora de la UCR.
Previamente, y hasta 1839, cuando el país pertenecía a las Provincias Unidas de Centro América, se usó una bandera con dos franjas celestes a los lados, que representaban los océanos que bañaban las costas del Istmo, y una blanca en el centro. Sin embargo “dos años después de separarse el país de la Federación Centroamericana fueron decretados una nueva bandera y un nuevo escudo el 21 de abril de 1840. Estos símbolos estuvieron vigentes hasta la caída del gobierno del licenciado Braulio Carrillo Colina. 1840-1842”. 
Vale aclarar que en el año 1842 en Costa Rica se usaron dos banderas, una blanco, celeste y blanco como la de la UCR; la otra, que decretó Francisco Morazán después de derrocar a Braulio Carrillo en abril de ese año, con las franjas invertidas; es decir, con el blanco en el centro. La bandera que adoptó la Universidad de Santo Tomás fue la de Carrillo.
Como parte del acuerdo tomado por el Consejo Universitario de la UCR en sesión extraordinaria 4512, artículo 2, del lunes 20 de diciembre de 1999, se especifica lo siguiente: “La bandera constará de tres franjas horizontales del mismo ancho cada una: blancas la superior y la inferior y celeste la del centro. En el centro se colocará el escudo de la Universidad especificado en este acuerdo”.
Las dimensiones de la bandera deben ser como las de las banderas oficiales de los países, de acuerdo con la convención que utiliza el Ministerio de Relaciones Exteriores de Costa Rica; es decir, 1,2 metros de alto por 2 de ancho.
La bandera tiene una relación entre el alto y el largo de 3x5. La distancia entre el escudo y los bordes de la franja celeste es igual a la cuarta parte de la distancia entre las puntas de laurel, tanto arriba como abajo.

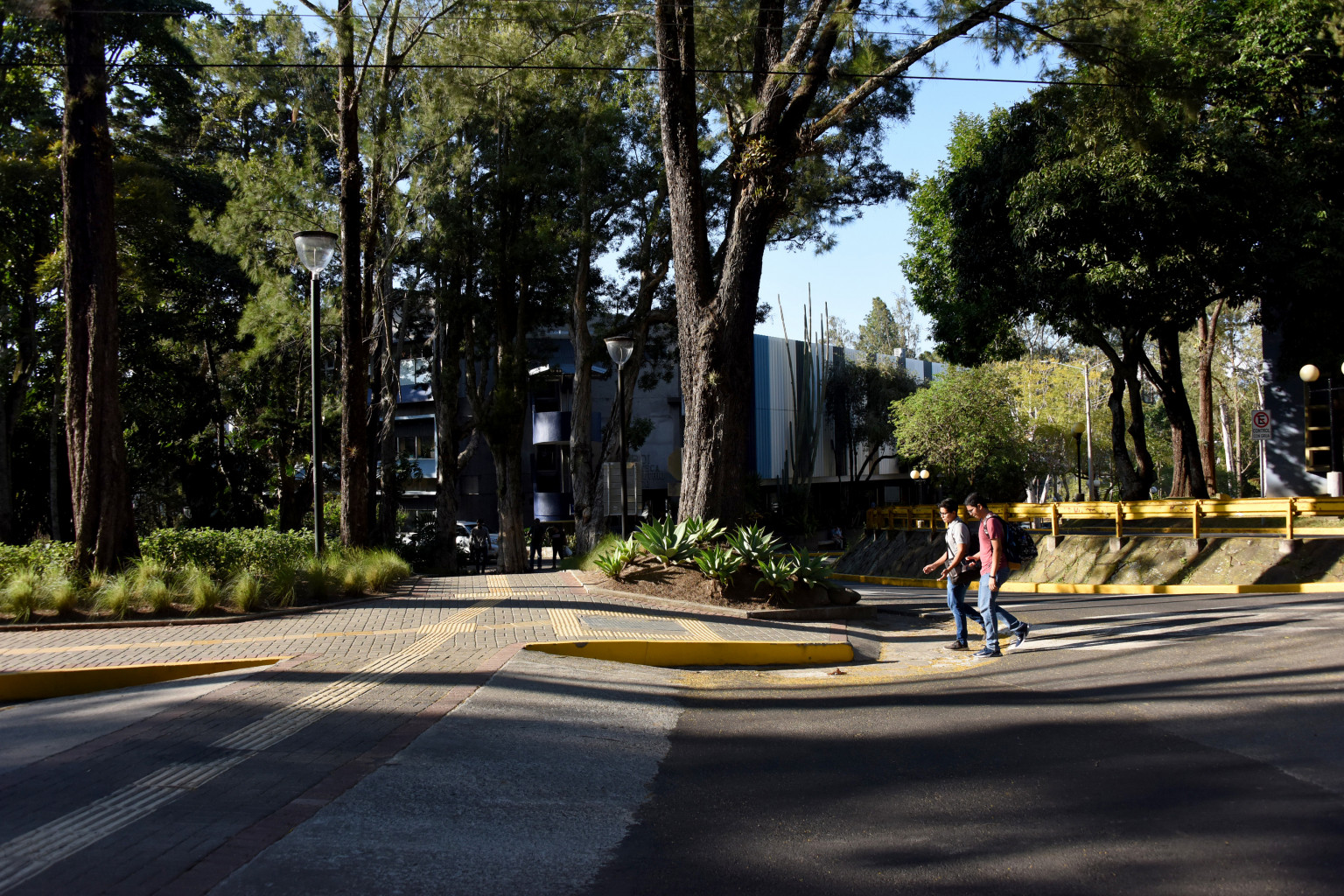
Ciudad Universitaria Rodrigo Facio (Sede Principal de la Universidad de Costa Rica).

## Ciudad Universitaria Rodrigo Facio
El área total de propiedad de la Universidad de Costa Rica ubicada en diversos lugares del territorio nacional es de 451 ha, 4.510.000 m².
El campus principal de la universidad en San Pedro, que en la actualidad está rodeada de una desarrollada zona comercial, lleva el nombre de Ciudad Universitaria Rodrigo Facio en honor del exrector, que en los años 1950 y 1960 condujo la reforma universitaria.
En el contexto inmediato del campus existen empresas productoras de bienes y servicios, entidades gubernamentales, bancos, centros comerciales, hoteles, sitios de entretenimiento y diversión, deben adicionarse otros centros de educación primaria, secundaria y superior. Asimismo, la ciudad universitaria está rodeada de una amplia zona residencial y de representaciones diplomáticas y organismos internacionales.
La consolidación de la Ciudad Universitaria Rodrigo Facio, constituye, en el presente, el producto de un largo proceso que se inició con la fundación de la universidad, y que se ha realizado tomando en cuenta un plan de desarrollo del campus, así como las prioridades para el constante y rápido desarrollo de la ciencia.
El campus está dividido en tres grandes sectores: el primer sector, el más antiguo ocupa un área total de 31,5ha, que agrupa edificaciones de las diferentes facultades y escuelas, de investigación y administrativas, sumando en la actualidad un área de 130.000m².
Un segundo sector lo constituyen las instalaciones deportivas, que ubicadas carretera a Sabanilla de Montes de Oca y con un área de 25ha, albergan la Escuela de Educación Física y Deportes, 3 gimnasios multiuso y un área de natación con dos piscinas: una olímpica y otra de clavados y canchas de tenis, fútbol, baloncesto y atletismo, al aire libre, así como el Estadio Ecológico que es el estadio del equipo de fútbol de la Universidad de Costa Rica que juega en la Primera División del país y que fue Campeón Nacional en una ocasión.
El tercer sector del campus, el área de más reciente construcción, alberga la llamada Ciudad de la Investigación. Este sector se ubica al noroeste del campus central, carretera a Sabanilla y con un área de 21ha, la Ciudad de la Investigación está constituida por las sedes de los principales Centros e Institutos de Investigación de la Universidad y de algunas unidades académicas.

## Organización Académica
En el Estatuto Orgánico de la Universidad de Costa Rica se establecen las seis áreas académicas, las cuales, a su vez, están compuestas por facultades y algunas se dividen en escuelas.
Las seis áreas que la componen y sus respectivas facultades son las siguientes:

### Área de Artes y Letras

#### Facultad de Artes
- Escuela de Artes Dramáticas
- Escuela de Artes Plásticas
- Escuela de Artes Musicales

#### Facultad de Letras
- Escuela de Filología, Lingüística y Literatura
- Escuela de Filosofía
- Escuela de Lenguas Modernas

### Área de Ciencias Agroalimentarias

#### Facultad de Ciencias Agroalimentarias
- Escuela de Agronomía
- Escuela de Economía Agrícola y Agronegocios
- Escuela de Tecnología de Alimentos
- Escuela de Zootecnia

### Área de Ciencias Básicas

#### Facultad de Ciencias
- Escuela Centroamericana de Geología
- Escuela de Biología
- Escuela de Física
- Escuela de Matemática
- Escuela de Química

### Área de Ciencias Sociales

#### Facultad de Ciencias Económicas
- Escuela de Administración de Negocios
- Escuela de Administración Pública
- Escuela de Economía
- Escuela de Estadística

#### Facultad de Ciencias Sociales
- Escuela de Antropología
- Escuela de Ciencias de la Comunicación Colectiva
- Escuela de Ciencias Políticas
- Escuela de Geografía
- Escuela de Historia
- Escuela de Psicología
- Escuela de Sociología
- Escuela de Trabajo Social

#### Facultad de Educación
- Escuela de Administración Educativa
- Escuela de Bibliotecología y Ciencias de la Información
- Escuela de Educación Física y Deportes
- Escuela de Formación Docente
- Escuela de Orientación y Educación Especial

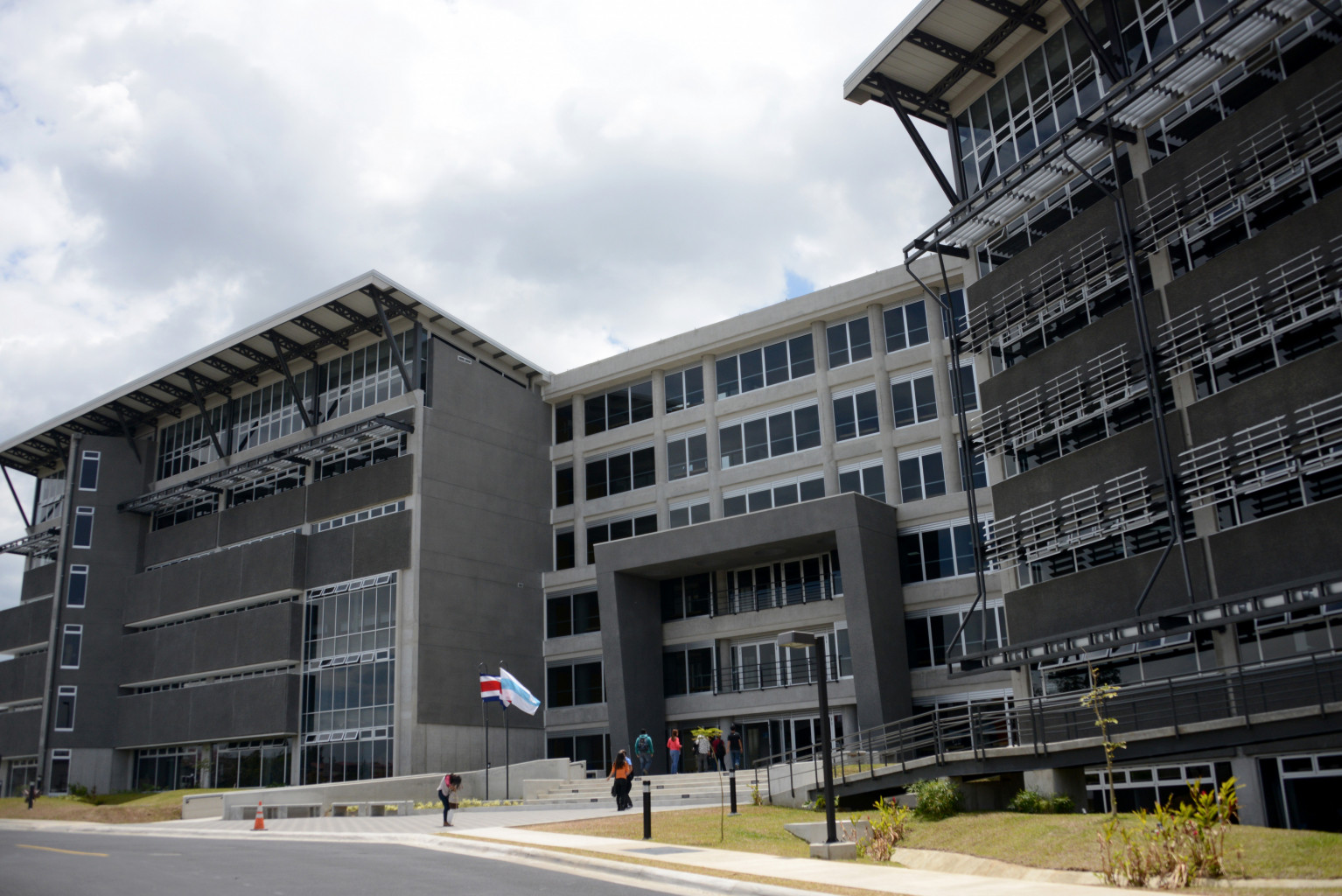
Facultad de Ciencias Sociales de la Universidad de Costa Rica.

### Área de Ingenierías

#### Facultad de Ingeniería
- Escuela de Arquitectura
- Escuela de Ciencias de la Computación e Informática
- Escuela de Ingeniería Civil
- Escuela de Ingeniería en Biosistemas
- Escuela de Ingeniería Eléctrica
- Escuela de Ingeniería Industrial
- Escuela de Ingeniería Mecánica
- Escuela de Ingeniería Química
- Escuela de Ingeniería Topográfica

### Área de Salud

#### Facultad de Medicina
- Escuela de Enfermería
- Escuela de Medicina
- Escuela de Nutrición
- Escuela de Salud Pública
- Escuela de Tecnologías en Salud

#### Facultad de Odontología

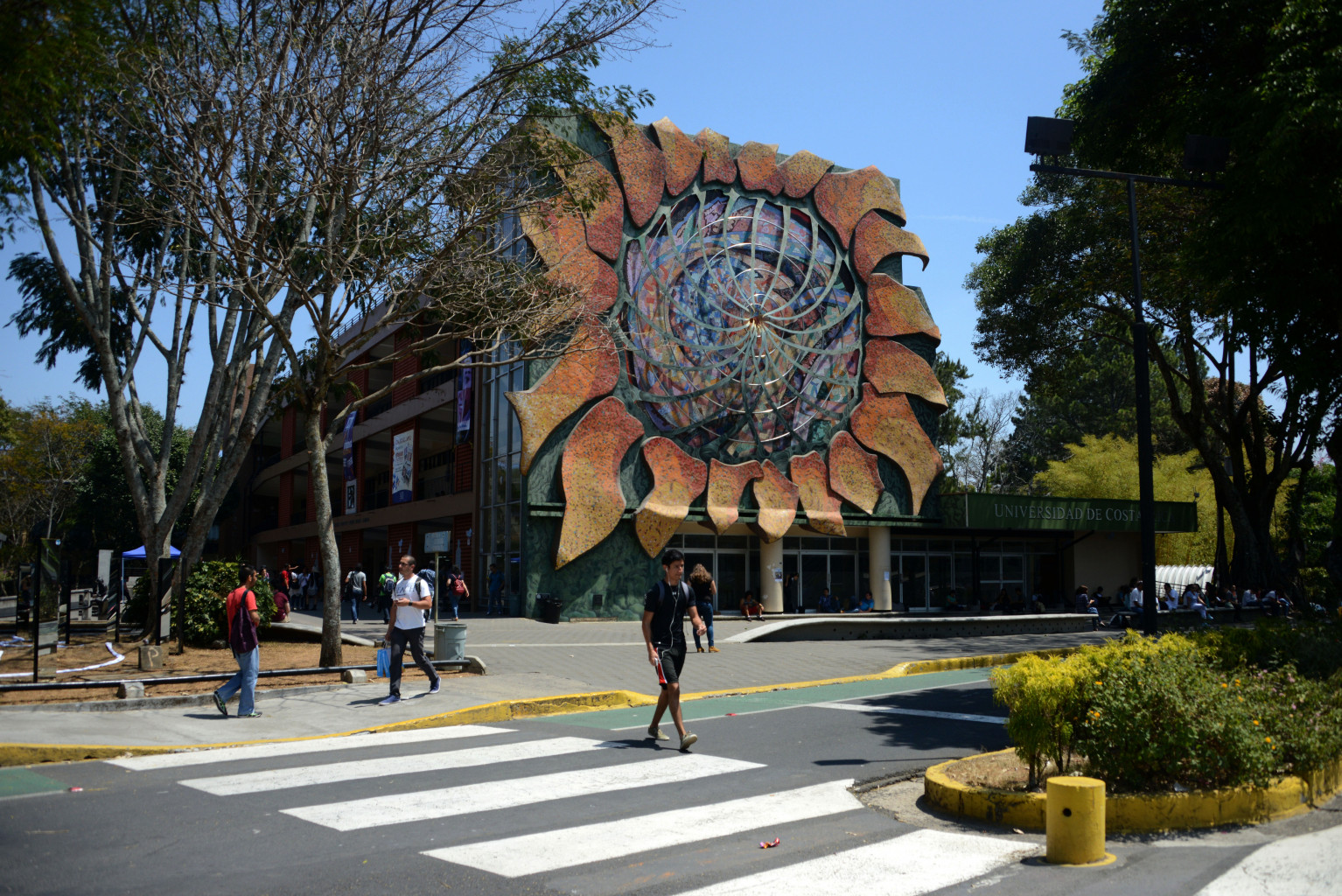
Escuela de Estudios Generales.

Independientemente, existe la Escuela de Estudios Generales, que tiene a su cargo la Formación Humanística por medio de cursos obligatorios para todo estudiante en su primer año universitario.
Las tareas de docencia, investigación y acción social son cumplidas por las facultades y las escuelas (agrupadas en facultades). La docencia se desarrolla en las unidades académicas y es coordinada por la Vicerrectoría de Docencia.
La Investigación se realiza en las mismas unidades, pero, preferentemente, en los centros e institutos de investigación, estaciones experimentales y en otras instancias similares, es coordinada, por la Vicerrectoría de Investigación.
La Acción Social es coordinada por la Vicerrectoría de Acción Social. Las áreas coordinan el conjunto de la vida académica de la Institución, son las que controlan la coordinación n mde los programas interdisciplinarios y del estudio de las distintas formas de coordinación entre las unidades académicas. Estos estudios deben concretarse en proposiciones a los órganos de gobierno universitario.
Las facultades se encargan de coordinar las distintas labores académicas. Son presididas por un decano. La máxima autoridad colegiada es la Asamblea de Facultad. De las trece facultades existentes, nueve se dividen en escuelas y, por razones de tradición histórica, cuatro no.
Las escuelas son unidades académicas a las que corresponde poner en práctica la enseñanza, la investigación y la acción social. Desarrollan programas académicos y actividades que culminan con grados y títulos universitarios o con diplomados de Pregrado o certificados de especialización de estudios en programas especiales. Ofrecen, además, cursos requeridos por otras unidades cadémicas. Están presididas por directores y tienen una Asamblea de Escuela o Asamblea Plebiscitaria de Escuela, como órgano superior.
Existen programas académicos en las seis áreas del saber: Ciencias Sociales, Artes y Letras, Ciencias Básicas, Ciencias Agroalimentarias, Ingenierías y Salud. La Escuela de Estudios Generales, por su carácter interdisciplinario, pertenece conjuntamente a las áreas de Artes y Letras, Ciencias Básicas y a la Facultad de Ciencias Sociales.
El Sistema de Estudios de Posgrado fue creado en 1975, su objetivo es “la formación de investigadores, docentes y profesionales de alto nivel capaces de desarrollar sus actividades en forma independiente, creativa y provechosa para la sociedad”. El acceso a los estudios de posgrado se facilita por medio de un programa de convenios y becas con universidades extranjeras (sobre todo en los Estados Unidos y Europa). Cuenta con programas de posgrados de proyección a la región centroamericana, programa ínter, trans y multidisciplinarios.
Actualmente se ofrece: 7 Doctorados, 82 Maestrías Académicas, 61 Maestrías Profesionales y 68 Especialidades en áreas diferentes. Las Sedes Regionales, dependen de la Rectoría, desarrollan las actividades académicas en las diferentes zonas que se encuentran fuera de la capital del país. Estas sedes ofrecen además, diversas carreras y algunas culminan en títulos y grados académicos. La investigación y la acción social están orientadas a programas que contribuyan al desarrollo de la región y del país.

## Sedes regionales
En las sedes regionales se enseñan carreras relacionadas con el contexto. Por ejemplo: en las sedes de Puntarenas, Limón y Guanacaste se imparte Turismo Ecológico y Gestión Ecoturística (entre otras carreras). Dada la orientación social de la Universidad, ésta ha dispuesto diversas Sedes Regionales y Recintos en distintas zonas del país, para lograr llegar a un mayor segmento de la población:
- Sede de Occidente (San Ramón, Alajuela) - incluye al Recinto de Grecia (Alajuela).
- Sede del Atlántico (Turrialba, Cartago) - incluye al Recinto de Paraíso (Cartago) y al Recinto de Guápiles (Limón).
- Sede de Guanacaste (Liberia, Guanacaste) - incluye al Recinto de Santa Cruz (Guanacaste).
- Sede del Caribe (Puerto Limón, Limón) - incluye al Recinto de Siquirres (Limón).
- Sede del Pacífico (Puntarenas, Puntarenas).
- Sede del Sur (Golfito, Provincia de Puntarenas).
- Sede Interuniversitaria de Alajuela, en coordinación con las otras universidades públicas.

## Unidades de Investigación de la Universidad de Costa Rica

### Artes y Letras

#### Unidades especiales de investigación
- Museo de la Universidad de Costa Rica

#### Centros de Investigación
- Centro de Investigaciones sobre Diversidad Cultural y Estudios Regionales (CIDICER)
- Centro de Investigación en Identidad y Cultura Latinoamérica (CIICLA)

#### Institutos de Investigación
- Instituto de Investigaciones en Arte (IIArte)
- Instituto de Investigaciones Filosóficas (INIF)
- Instituto de Investigaciones Lingüísticas (INIL)

### Ciencias Agroalimentarias

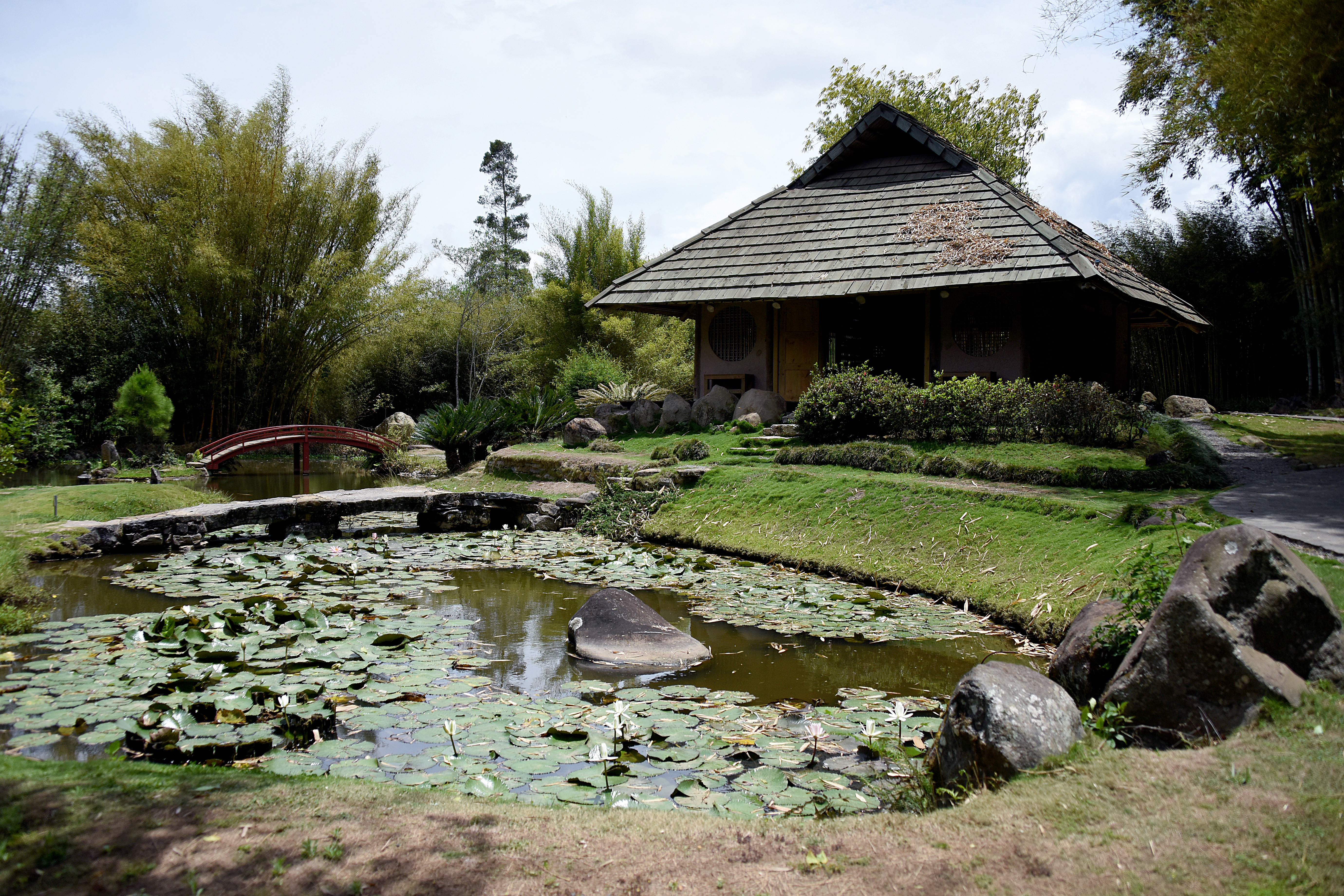
Jardín Botánico Lankester.

#### Estaciones Experimentales, Fincas y Reservas
- Estación Experimental Agrícola Fabio Baudrit Moreno (EEAFBM)
- Reserva Siete Manantiales (RSM)
- Módulo Lechero (ML)
- Jardín Etnobotánico Caribe (JEC)
- Finca Experimental Pejibaye (FEP)
- Finca El Coralillo (FC)
- Finca Experimental Santa Ana (FESA)
- Jardín Botánico José Maria Orozco (JBO)
- Reserva Leonelo Oviedo (RLO)
- Reserva Biológica Alberto Manuel Brenes (ReBAMB)
- Finca Experimental Fraijanes (FEF)
- Finca Experimental de Santa Cruz (FESC)
- Jardín Botánico Lankester (JBL)
- Finca Experimental Interdisciplinaria de Modelos Agroecológicos (FEIMA)
- Estación Experimental de Ganado Lechero Alfredo Volio Mata (EEAVM)

#### Centros de Investigación
- Centro para Investigaciones en Granos y Semillas (CIGRAS)
- Centro de Investigación en Nutrición Animal (CINA)
- Centro de Investigación en Economía Agrícola y Desarrollo Agroempresarial (CIEDA)
- Centro de Investigaciones Agronómicas (CIA)
- Centro Nacional de Ciencia y Tecnología de Alimentos (CITA)
- Centro de Investigación en Protección de Cultivos (CIPROC)

#### Institutos de Investigación
- Instituto de Investigaciones Agrícolas (IIA)

### Ciencias Básicas

#### Unidades especiales de investigación
- Unidad Especial de Investigación Red de Áreas Protegidas de la Universidad de Costa Rica (RAP)

#### Centros de Investigación
- Centro de Investigaciones en Matemática Pura y Aplicada (CIMPA)
- Centro de Investigaciones Geofísicas (CIGEFI)
- Centro de Investigación en Electroquímica y Energía Química (CELEQ)
- Centro en Investigación en Contaminación Ambiental (CICA)
- Centro de Investigación en Ciencias Atómicas Nucleares y Moleculares (CICANUM).
- Centro de Investigación en Ciencia e Ingeniería de Materiales (CICIMA)
- Centro de Investigación en Ciencias Geológicas (CICG)
- Centro de Investigación en Estructuras Microscópicas (CIEMIC)
- Centro de Investigaciones Espaciales (CINESPA)
- Centro de Investigaciones en Productos Naturales (CIPRONA)
- Centro de investigaciones Matemáticas y Metamatemáticas (CIMM)
- Centro de Investigación en Ciencias del Mar y Limnología (CIMAR)
- Centro de Investigación en Biología Celular y Molecular (CIBCM)

### Ciencias Sociales

#### Unidades especiales de investigación
- Observatorio del Desarrollo (OdD)

#### Institutos de Investigación
- Instituto de Investigación en Educación (INIE)
- Instituto de Investigaciones Psicológicas (IIP)
- Instituto de Investigación en Ciencias Económicas (IICE)
- Instituto Investigaciones Jurídicas (IIJ)
- Instituto de Investigaciones Sociales (IIS)

#### Centros de Investigación
- Centro de Investigación y Estudios Políticos (CIEP)
- Centro de Investigaciones Históricas de América Central (CIHAC)
- Centro de Investigación en Estudios de La Mujer (CIEM)
- Centro de Investigación en Comunicación (CICOM)
- Centro de Investigación y Capacitación en Administración Pública (CICAP)
- Centro Centroamericano de Población (CCP)
- Centro de Investigación en Ciencias del Movimiento Humano (CIMOHU)

### Ciencias de la Salud

#### Unidades especiales de investigación
- Laboratorio de Ensayos Biológicos (LEBI)

#### Institutos de Investigación
- Instituto de Investigaciones en Salud (INISA)
- Instituto Clodomiro Picado (ICP)
- Instituto de Investigaciones Farmacéuticas (INIFAR)

#### Centros de Investigación
- Centro de Investigación en Hematología y Trastornos Afines (CIHATA)
- Centro de Investigación en Enfermedades Tropicales (CIET)
- Centro de Investigación en Neurociencias (CIN)

### Ingeniería y Arquitectura

#### Programas
- Programa de Investigación en Desarrollo Urbano Sostenible (PRODUS)

#### Centros de Investigación
- Centro de Investigaciones en Desarrollo Sostenible (CIEDES)
- Centro de Investigación de Tecnologías de la Información y Computación  (CITIC)

#### Institutos de Investigación
- Instituto Investigaciones en Ingeniería (INII)

#### Laboratorios
- Laboratorio Nacional de Materiales y Modelos Estructurales (LANAMME)

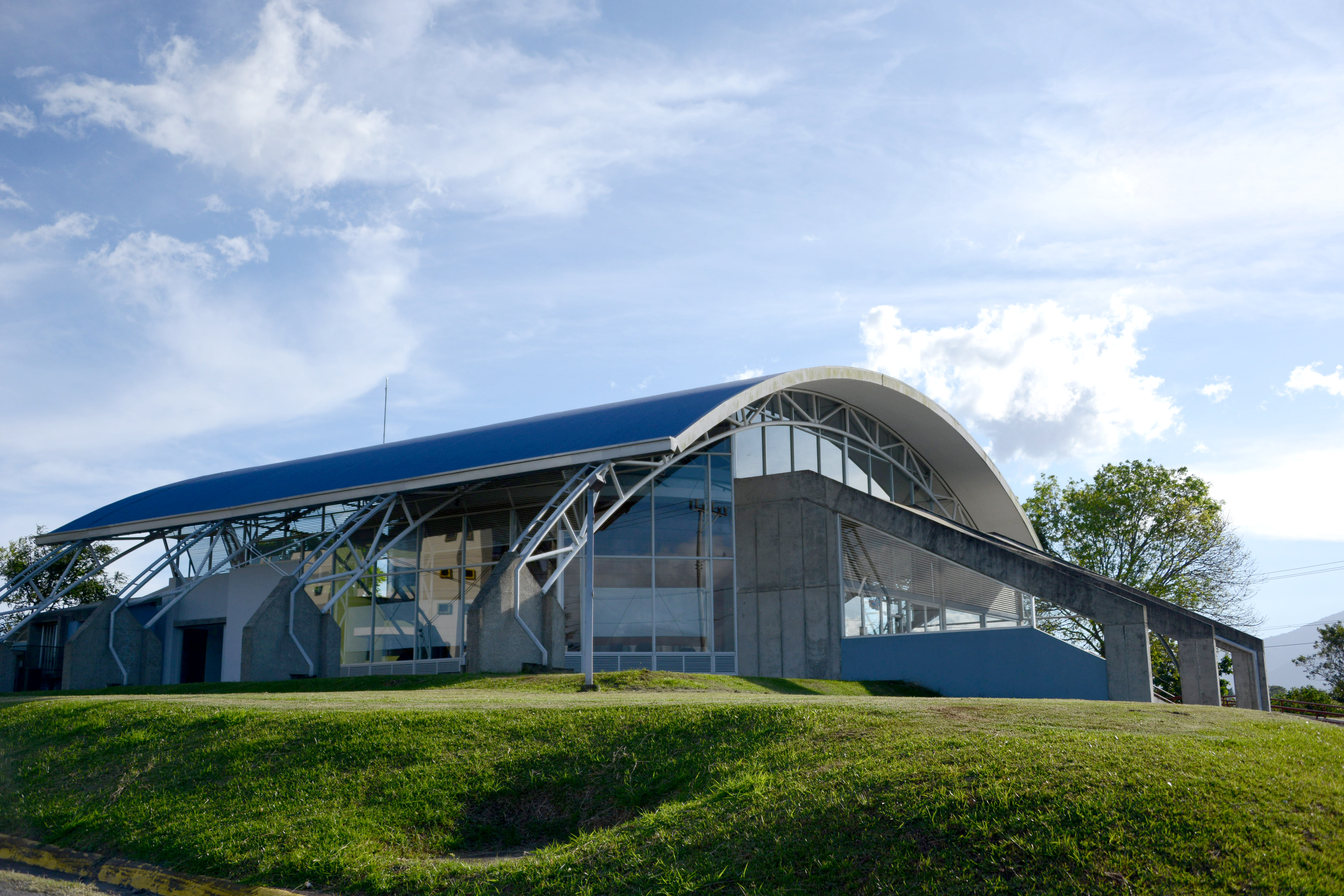
Planetario de la Universidad de Costa Rica.

## Espacios culturales
- Cine Universitario (Cine UCR)
- Teatro Universitario
- Coro Universitario
- Planetario de la Universidad de Costa Rica

## Publicaciones y Medios de Información
La Universidad de Costa Rica cuenta con varios medios de difusión de información como el Canal 15 (Costa Rica), Radio Universidad, Radio U, Radio 870 y Portal de Revistas Académicas (colección en línea de todos los artículos de las revistas científicas de la Universidad), Repositorio Institucional Kérwá, entre otros.

### Semanario Universidad
El Semanario Universidad es una publicación de la Universidad de Costa Rica. Fue fundado en septiembre de 1970. Desde el año 1995 posee una versión en Internet. El diario ha tenido influencia especialmente en temas políticos, sociales y electorales.
Secciones
- País: Se denuncian los problemas económicos y sociales del país, se discute de temas que afectan a la población en general.
- De la U: Noticias en el ámbito de la Universidad de Costa Rica.
- Cultura: La Universidad como un agente impulsor de las letras y las artes en Costa Rica.
- Mundo: Artículos sobre noticias internacionales.
- Deportes: Los últimos acontecimientos de los equipos deportivos de la Universidad.

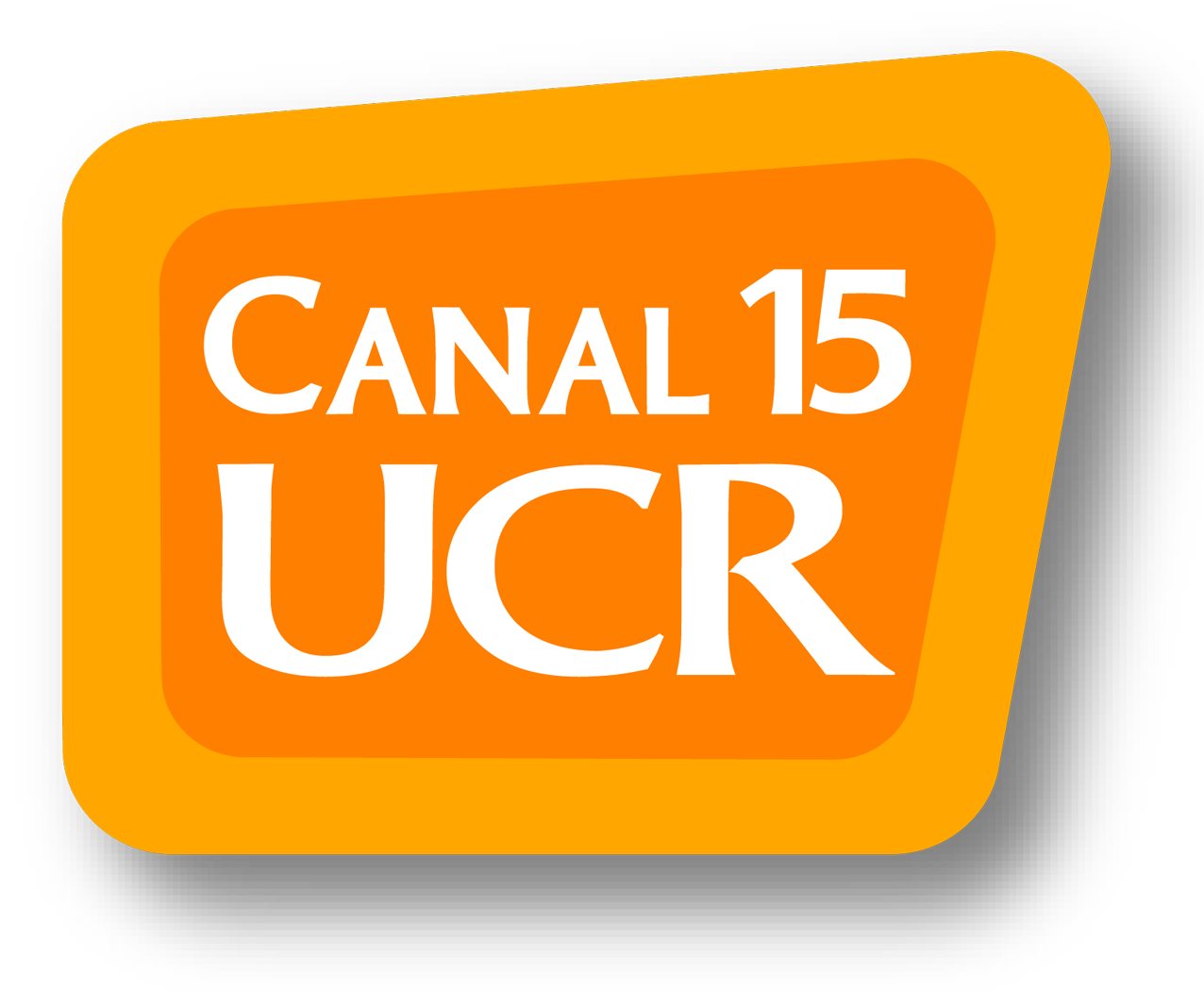
Logo del Canal Universitario de televisión.

### Sistema Universitario de Televisión, Canal UCR
Inaugurado el 26 de agosto de 1982.

### Sistema Editorial y de Difusión de la Investigación (Siedin)
Encargado de la edición de libros y algunas revistas académicas de la Universidad. 
Todas las revistas académicas de la UCR son de acceso abierto y pueden ser descargadas de forma gratuita desde el Portal de Revistas Académicas.

Libro Los Comediantes a Medianoche de Marco Vinicio Aragonés publicado por la Editorial de la Universidad de Costa Rica.

## Federación de Estudiantes de la Universidad de Costa Rica (FEUCR)
La Federación de Estudiantes de la Universidad de Costa Rica es el principal órgano político de representación estudiantil. Compuesto por todas las asociaciones de estudiantes tiene como principal objetivo velar por los intereses de todas y todos los estudiantes de la UCR. Las elecciones federativas las organiza el Tribunal Electoral Estudiantil Universitario cada año.